# Zale corvus
Zale corvus là một loài bướm đêm trong họ Erebidae.